# Indobufene
L'indobufene è un composto chimico di formula C18H17NO3 che in condizioni standard si presenta come un solido bianco.

## Caratteristiche strutturali e fisiche
Il composta rientra nella categoria degli isoindoli. Il composto risulta lievemente solubile in DMSO e metanolo.
| N. di atomi pesanti                              | 22             |
| N. di donatori di legami a idrogeno              | 1              |
| N. di accettori di legami a idrogeno             | 3              |
| N. di elementi stereogenici atomici non definiti | 1              |
| N. di legami ruotabili                           | 4              |
| Massa monoisotopica                              | 295,12084340 u |
| Superficie polare                                | 57,6 Å²        |

## Sintesi
Il composto viene preparato dalla reazione tra acido benzenacetico ed etere dietilico.

## Farmacologia e tossicologia

### Farmacocinetica
L'indobufene è rapidamente assorbito per via orale ed i livelli plasmatici massimi si osservano dopo circa 2 ore dalla somministrazione. L'emivita del composto è di circa 8 ore, con un volume apparente di distribuzione di 15 litri. L'indobufene è legato per il 99% alle proteine plasmatiche e l'eliminazione avviene prevalentemente per via renale (75%) sotto forma di prodotto coniugato (glucorunato) e in piccola parte come composto inalterato.

### Farmacodinamica
L'indobufene ha un effetto antiaggregante piastrinico dovuto all’inibizione del rilascio di costituenti piastrinici (ADP, serotonina, fattore piastrinico 4, β-tromboglobulina, ecc.). Ricerche in vitro e in vivo hanno documentato che l'indobufene interviene sulla funzionalità piastrinica agendo sul metabolismo dell'acido arachidonico.
Esperimenti nell'uomo hanno dimostrato che il farmaco a dosi terapeutiche agisce selettivamente sulla ciclossigenasi piastrinica bloccando la sintesi di trombossano senza alterare i livelli ematici di prostaciclina. Dopo somministrazione orale o parenterale il farmaco manifesta prontamente la sua azione antiaggregante che raggiunge i valori massimi dopo 2-4 ore e si mantiene fino a 12-24 ore.

### Effetti del composto e usi clinici
Si tratta di un principio attivo di indicazione specifica nel trattamento della profilassi post-infarto. L'indobufene è indicato:
- nella prevenzione dell’occlusione degli innesti di bypass dell’arteria coronaria,
- nel trattamento della claudicazione intermittente dovuta a malattia occlusiva arteriosa periferica.

A differenza degli altri antiaggreganti l'indobufene è particolarmente adatto per i trattamenti a lungo termine.

#### Dosaggio
- Profilassi post infarto miocardico acuto, 200–400 mg al giorno adulti[5]
- Profilassi post infarto miocardico acuto, 100–200 mg al giorno anziani.

### Controindicazioni ed effetti collaterali
L'utilizzo del farmaco è controindicato in caso di:
- ipersensibilità al composto,
- ulcera gastrica duodenale,
- gastrite emorragica,
- grave insufficienza epatica e/o renale,
- diatesi emorragica,
- gravidanza,
- durante l'allattamento.

Il composto deve essere usato con cautela in caso di lesioni pregresse dell'apparato gastroenterico così come la contemporanea somministrazione di altri farmaci antiaggreganti o analgesici-antiinfiammatori non steroidei.
| Sistema emolinfopoietico    | porpora trombocitopenica |
| Sistema nervoso             | cefalea, emorragia cerebrale |
| Occhio                      | emorragia congiuntivale |
| Gastrointestinali           | gastrite emorragica, ematemesi, melena, emorragia rettale, gastrite erosiva, ulcera peptica, dispepsia, dolore addominale, dolore epigastrico, stipsi, diarrea, distensione addominale, nausea, vomito, sanguinamento delle gengive, emorragia delle labbra |
| Cute e tessuto sottocutaneo | dermatiti allergiche, prurito |
| Renali e urinari            | emorragia vescicale |
| Altri                       | incremento delle transaminasi, riduzione della clearance della creatinina, incremento del livello di azoto ureico |

### Tossicologia
| Oragnismo | Somministrazione | Dose      |
| --------- | ---------------- | --------- |
| Ratto     | orale            | 373 mg/kg |
| Ratto     | ip               | 345 mg/kg |
| Ratto     | iv               | 333 mg/kg |
| Topo      | orale            | 697 mg/kg |
| Topo      | ip               | 365 mg/kg |
| Topo      | iv               | 370 mg/kg |

### Interazioni
A causa dell’elevato legame di indobufene alle proteine plasmatiche esiste la possibilità di un piazzamento di altri farmaci legati alle proteine. Per questo motivo in pazienti diabetici in trattamento con ipoglicemizzanti orali a base di sulfaniluree devono essere effettuati controlli periodici dei livelli di glucosio nel sangue.  Per lo stesso motivo, gli effetti degli anticoagulanti orali (derivati cumarinici) e /o dell’eparina possono essere potenziati.